# Motor JTS
El Motor JTS (por sus siglas "Jet Thrust Steochiometric") es un familia de motores de gasolina con inyección directa, producido por el fabricante italiano Alfa Romeo e introducido en 2002. Existe de dos formas: con cuatro cilindros en línea o V6.

## Cuatro cilindros en línea

### 2.0

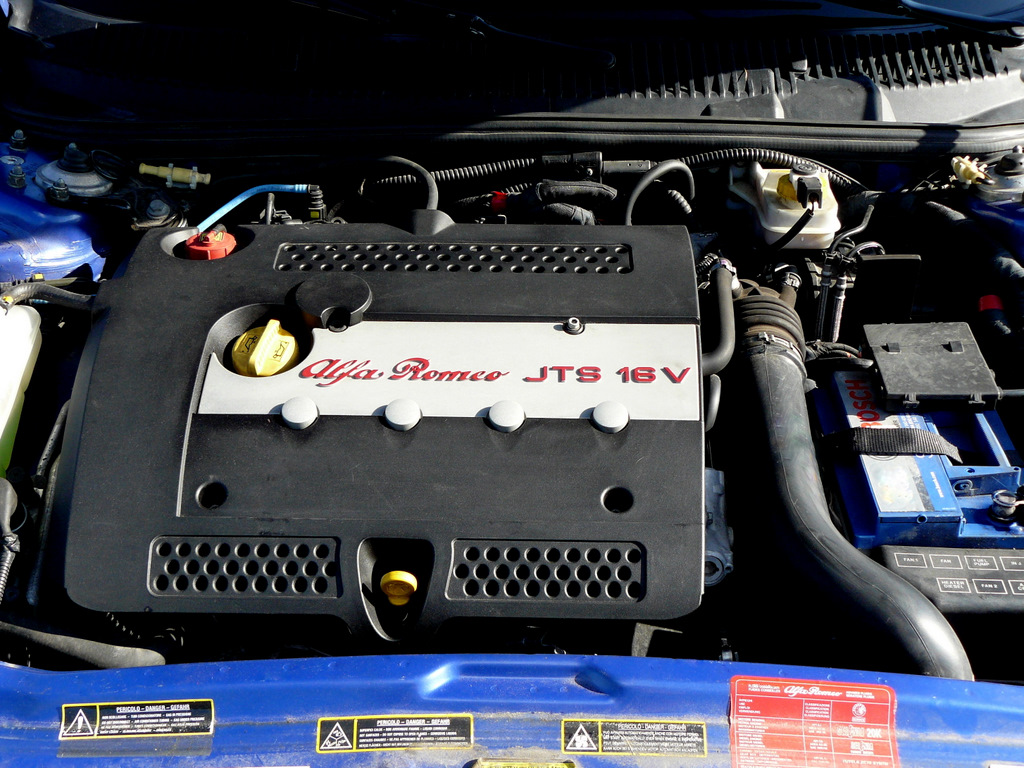
Motor 2.0 JTS 16V

El motor JTS debutó en 2002 en el Alfa Romeo 156. Con 1970 cm³ (2 litros) y un diámetro x carrera de 83 x 91 mm (3,27 x 3,58 pulgadas), sustituyó al motor Twin Spark. Combina este sistema con la inyección directa, denominado "JTS", el cual mejora la potencia de 155 a 165 CV (153 a 163 HP) (114 a 121 kW) a las 6400 rpm y aumenta el par máximo de 187 a 206 N·m (138 a 152 lb·pie) a las 3250 rpm. Tiene 16 válvulas y su característica principal es la suavidad, ya que la entrega de potencia empieza a muy bajas revoluciones, de manera muy progresiva y con una rumorosidad mecánica bastante baja, aunque a partir de las 4500 rpm su sonido cambia y se empieza a sentir su faceta más deportiva, por sonido y potencia hasta las 6500 rpm. En 2003 fue introducido en los GTV y Spider. A pesar de su potencia, par y economía, el JTS no se utilizó en el 147 o el 166 y mucho menos en otros modelos del Grupo Fiat.
Aplicaciones: 
- 2002-2005 Alfa Romeo 156
- 2003-2005 Alfa Romeo GTV / Spider
- 2004-2010 Alfa Romeo GT

### 1.9
En 2005, con la llegada de los 159 y con un mayor número de variantes del JTB (Jet Turbo Benzina), el 2.0 JTS dejó paso a una variante de 1859 cm³ (1,9 litros) con un diámetro x carrera de  86 x 80 mm (3,39 x 3,15 pulgadas), que desarrollaba una potencia máxima de 160 CV (158 HP; 118 kW) a las 6500 rpm y un par máximo de 190 N·m (140 lb·pie) a las 4500 rpm; y a otra de 2198 cm³ (2,2 litros) con 185 CV (182 HP; 136 kW). El 1.9 JTB y 2.2 JTB forman parte de una familia completamente diferente al 2.0 JTS. Los actuales 1.9 y 2.2 JTB son vendidos por General Motors al Grupo Fiat, fruto del acuerdo de la empresa conjunta, firmada entre ambos en 2003. Ambos 1,9 L y 2,2 L son accionados por árbol de levas de distribución de válvulas variable junto con los árboles de levas de admisión y de escape. A ambos modelos, se les asigna una transmisión manual de seis velocidades y otra automática secuencial robotizada, denominada "Selespeed" de seis velocidades.
Aplicaciones: 
- 2005-2011 Alfa Romeo 159

### 2.2
Con la llegada del 159 en 2005 se introdujo el 2.2 JTS. El bloque es de origen General Motors. Tiene un diámetro x carrera de 86 x 94,6 mm (3,39 x 3,72 pulgadas) para un total de 2198 cm³ (2,2 litros), con una potencia máxima de 185 CV (182 HP; 136 kW) a las 6500 rpm y un par máximo de 230 N·m (170 lb·pie) a las 4500 rpm.
Aplicaciones:
- 2005-2011 Alfa Romeo 159
- 2005-2010 Alfa Romeo Brera
- 2006-2011 Alfa Romeo Spider

## V6

### 3.2

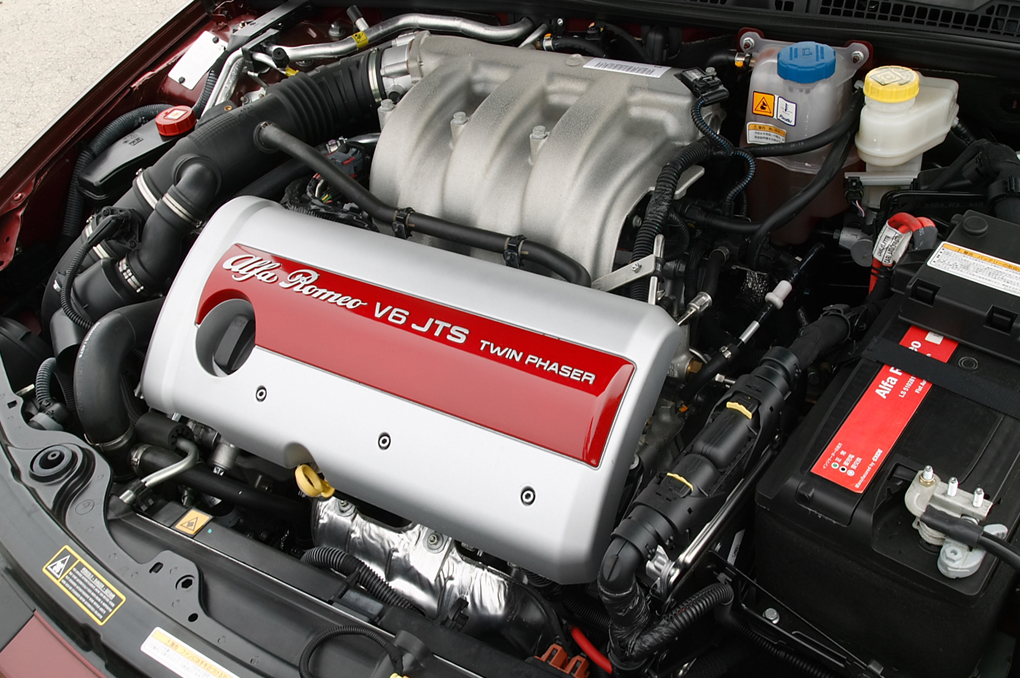
V6 en un Alfa Romeo Brera

Este no está relacionado con el V6 3.2, sino que emplea una derivación de las características del motor de General Motors, modificado por Alfa Romeo, con una potencia de 260 CV (256 HP; 191 kW), mientras que la serie de General Motors no puede superar los 3.6 litros.
Está equipado con sincronización de válvulas variable en ambos lados de la admisión y de escape, con lo que da la denominación de "TwinPhaser", también se han mejorado los árboles de levas.
Tiene un diámetro x carrera de 89 x 85,6 mm (3,50 x 3,37 pulgadas) para un total de 3195 cm³ (3,2 litros), con una potencia máxima de 260 CV (256 HP; 191 kW) a las 6200 rpm y un par máximo de 322 N·m (237 lb·pie) a las 3800 rpm.
Aplicaciones:
- 2004 Alfa Romeo Visconti (prototipo)
- 2005-2010 Alfa Romeo 159
- 2005-2010 Alfa Romeo Brera / Spider